# بروتوبرفيرية مكونة للحمر
بروتوبرفيرية مكونة للحمر (بالإنجليزية: Erythropoietic protoporphyria)‏ وتُعرف اختصارًا EPP، هي شكلٌ من البرفيريا، والتي تختلف في شدتها وقد تكون مؤلمة جدًا. تحدث بسبب نقص إنزيم الفيروكيلاتاز، والذي يؤدي إلى مستوياتٍ مرتفعة غير طبيعية من بروتوبرفيرين في كريات الدم الحمراء والبلازما والجلد والكبد. تختلف شدة المرض من شخصٍ إلى آخر.
في عام 2008، تم التعرف على حالةٍ من البرفيريا مُشابهة سريريًا للبروتوبرفيرية المكونة للحمر، وتعرف باسم البروتوبرفيرية السائدة المرتبطة بالإكس.

## روابط خارجية
- بروتوبرفيرية مكونة للحمر على مرجع المكتبة الوطنية للطب الرئيسي لعلم الوراثة.